# Hans Günter Winkler
Hans Günter Winkler (24. července 1926 Barmen – 9. července 2018 Warendorf) byl německý reprezentant v jezdectví, specialista na parkurové skákání. Jeho kariéra trvala od roku 1948 do roku 1986 a získal během ní rekordních pět zlatých olympijských medailí.
V roce 1956 vyhrál na olympiádě ve Stockholmu s klisnou Halla soutěž jednotlivců i družstev. Členem vítězného družstva byl také na OH 1960, 1964 a 1972, v roce 1968 získal s družstvem bronz a v roce 1976 stříbro.
Stal se také mistrem světa v individuální parkurové soutěži v letech 1954 a 1955 a zvítězil na mistrovství Evropy v jezdectví 1957. V letech 1955 a 1956 byl zvolen německým sportovcem roku.
Po ukončení aktivní kariéry byl trenérem, funkcionářem Německé federace jezdeckého sportu, ředitelem závodu S&G Goldstadt-Cup a vedl firmu zaměřenou na sportovní marketing. Vydal vzpomínkovou knihu Halla, meine Pferde und ich.
V roce 2006 byl mezi prvními osobnostmi uvedenými do Síně slávy německého sportu. V roce 2008 převzal Záslužný řád Spolkové republiky Německo.